# 수상한 방송국
《수상한 방송국》은 EBS 1TV에서 방영된 프로그램이다.

## 같이 보기
- 어린이 프로그램
- 최고다! 호기심딱지
- 한글용사 아이야
- 딩동댕 딩동댕
- 지구 영웅 번개맨
- 서장훈의 이웃집 백만장자